# Chevrolet Corvette Mako Shark (prototipo)
El prototipo o concept car XP-755, también conocido como Mako Shark, fue diseñado por Larry Shinoda bajo la dirección del jefe de diseño de General Motors, Bill Mitchell, en 1961, como un prototipo para los futuros modelos de producción del Chevrolet Corvette. En consonancia con el nombre, la racionalización, el hocico puntiagudo y otros detalles, se inspiró en parte en el elegante y veloz tiburón de aleta corta. La cola del Corvette '61 recibió dos luces de cola adicionales (seis en total) para el concept car. El concepto fue inspirado por el corredor de Stingray XP87 de 1959 de Bill Mitchell, que también inspiró el Corvette Sting Ray de 1963.

## Historia

### Visión general
Según una historia generalizada, Mitchell tenía un verdadero tiburón mako montado en la pared de su oficina, y le ordenó a su equipo que pintara el automóvil para que coincidiera con la distintiva superficie superior azul grisáceo que se mezcla suavemente con la parte inferior blanca del pez. Después de que numerosos intentos de igualar el esquema de colores del tiburón fallaran, el equipo tuvo la idea de secuestrar el pez una noche, pintarlo para que coincidiera con sus mejores esfuerzos en el coche y devolverlo a la oficina. Mitchell nunca se dio cuenta de la diferencia y se declaró satisfecho con la duplicación del trabajo manual de la naturaleza por parte del equipo.
El Mako Shark fue un tremendo éxito en el circuito de salones automovilísticos. De hecho, se ha observado hasta qué punto se parece mucho al diseño del Chevrolet Corvette de 1963. Muchos de los elementos de diseño del Mako se pusieron en producción. Pero el concepto del Mako Shark no fue el único pez de su tipo en General Motors.
El XP-755 Mako Shark, otro prototipo, se utilizó en Ruta 66 que se emitió en octubre de 1961. General Motors suministró la mayoría de los vehículos que fueron conducidos en la serie. En este episodio en particular, los personajes principales de la Ruta 66, Buzz y Tod manejan un Corvette de 1962. Pero otro personaje, Prudie Adams maneja un Mako Shark I XP-755 de aspecto muy exótico con un techo de doble burbuja y tubos de escape laterales.

### Mako Shark II
Este concepto influyó en el rediseñado C3 Corvette de 1968. El Mako Shark II debutó en 1965 como un automóvil de exhibición. Chevrolet en realidad creó dos de ellos, solo uno de los cuales era completamente funcional. El show show (galería), que no funcionaba, mostraba algunos detalles interesantes y futuristas, como tubos laterales de sección cuadrada y un volante cuadrado. Si bien la versión en funcionamiento no tenía estas características, sí tenía un alerón trasero retráctil y un parachoques de sección cuadrada que podía extenderse para brindar mayor protección. El Mako Shark II fue impulsado por un motor 427 Mark IV, que llegó a estar disponible en los modelos de producción Corvette. El esquema de pintura continuó la tradición del tiburón I, con azul / gris en la parte superior y plateado / blanco a lo largo de los paneles oscilantes. El Tiburón Mako original fue llamado retroactivamente "Mako Shark I".
En 1969, el Mako Shark II fue devuelto a los estudios de diseño de GM y transformado en Manta Ray. Las modificaciones incluyen un alerón delantero y una parrilla rediseñada y tubos de escape externos. También se hicieron modificaciones en la parte trasera que incluían una ventana trasera de estilo contrafuerte y una sección final más larga y horizontal. Los neumáticos Firestone fueron reemplazados por neumáticos Goodyear. Tanto Mako I como Manta Ray son actualmente parte de la Colección GM Heritage Center.

## Galería
|                     |
| Mako Shark interior |

|                |
| 1969 Manta Ray |

|                    |
| Manta Ray interior |